# Jüdisches Kriegerdenkmal (Aub)

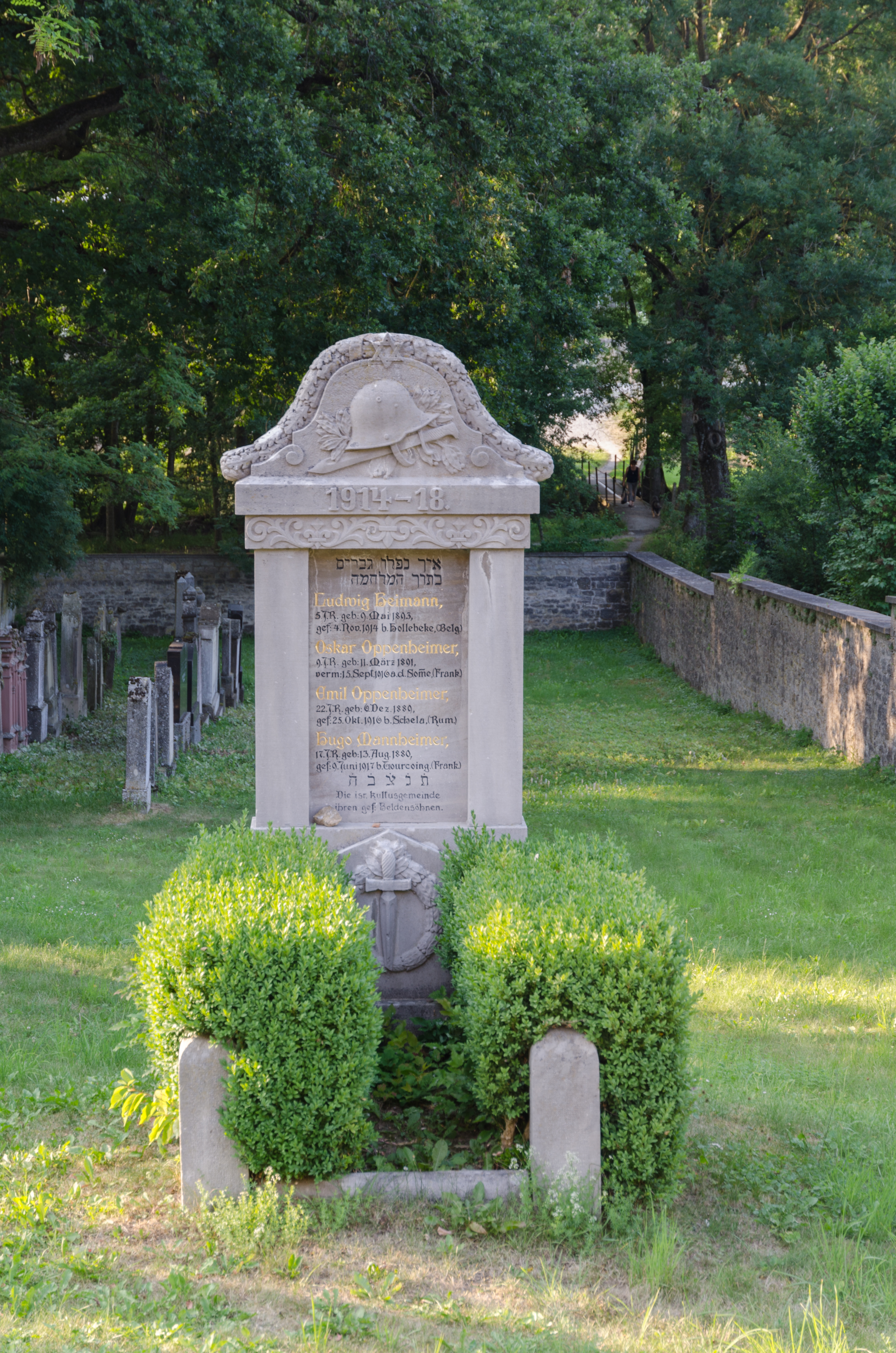
Kriegerdenkmal auf dem jüdischen Friedhof in Aub

Das Jüdische Kriegerdenkmal auf dem jüdischen Friedhof in Aub, einer Stadt im unterfränkischen Landkreis Würzburg in Bayern, wurde nach dem Ersten Weltkrieg errichtet. Das Kriegerdenkmal ist ebenso wie der gesamte Friedhof ein geschütztes Baudenkmal.

## Beschreibung
Das Denkmal wurde zu Ehren der im Ersten Weltkrieg gefallenen Soldaten aus der jüdischen Gemeinde Aub errichtet. Unter den soldatischen Symbolen Stahlhelm und Degen sind die Namen der vier gefallenen jüdischen Gemeindemitglieder aufgeführt:
Ludwig Heimann 5.I.R.
geb. 9. Mai 1893
gef. 4. Nov 1914 bei Hollebeke (Belgien)
Oskar Oppenheimer 9.I.R.
geb. 11. März 1891
verm. 15. Sept. 1916 an der Somme (Frankreich)
Emil Oppenheimer 22.I.R.
geb. 6. Dez. 1880
gef. 25. Okt. 1916 bei Schela (Rumänien)
Hugo Mannheimer 17.I.R.
geb. 13. Aug.1880
gef. 9. Juni 1917 bei Tourcoing (Frankreich)
Darunter heißt es: Die isr. Kultusgemeinde ihren gef. Heldensöhnen.
Der obere Rand des Denkmals ist mit einem Lorbeerzweig und dem Davidstern geschmückt. Auf dem Sockel ist ein Lorbeerkranz mit einem Bajonett zu sehen.